# 클리어 (브랜드)
클리어(CLEAR)는 유니레버 그룹에서 생산하는 비듬 전용 샴푸 브랜드이다. 1981년 출시되었으며 대부분의 국가에서 클리어라는 이름으로 판매되었다. 그리스에서는 울트렉스(Ultrex), 포르투갈에서는 리닉(Linic)이라는 이름으로 알려져 있다.